# La tristezza di Telemaco
La tristezza di Telemaco (in inglese: The Sorrow of Telemachus) è un dipinto ad olio della pittrice svizzera Angelika Kauffmann, ispirato ad un episodio del romanzo di Fénelon Les Aventures de Télémaque, edito in due volumi nel 1699.

## Storia e descrizione
Angelika Kauffmann, tornata a Roma nel 1782 con il suo secondo marito, il pittore veneziano Antonio Zucchi, aprì il suo atelier di via Sistina 72 anche a viaggiatori del Grand Tour e riallacciò relazioni con personalità capitoline, tra cui Onorato Caetani (1742-1797), duca di Sermoneta, letterato, bibliofilo e collezionista di opere d'arte. Su sua commissione Angelika Kauffmann dipinse due tele che raffigurano due episodi del celebre romanzo di François de Salignac de La Mothe - noto con lo pseudonimo Fénelon - liberamente ispirato ai primi quattro libri dell'Odissea. L'altro dipinto, praticamente coevo e anche questo conservato al Metropolitan Museum of art di New York, è Telemaco e le Ninfe di Calipso (in inglese: Telemachus and the Nymphs of Calypso).

### Telemaco di Fénelon
Nel 1689 Fénelon aveva ottenuto l'incarico di precettore di Luigi, duca di Borgogna (1682-1712) - che allora aveva sette anni - figlio di Luigi, il Gran Delfino e nipote del re di Francia Luigi XIV. Ad usum Delphini Fénelon scrisse i Dialoghi dei Morti e Favole e il romanzo piacevole, utopico e didattico Le avventure di Telemaco. Luigi, duca di Borgogna, morì prima di suo nonno, durante una epidemia di morbillo e non divenne mai re di Francia.
Nel lungo viaggio alla ricerca di suo padre Ulisse, Telemaco visita anche paesi dove la pace e la sicurezza dei cittadini sono messe a dura prova da cattivi consiglieri dei governanti. Telemaco è indirizzato e protetto dalla dea Atena, nascosta sotto le spoglie di Mentore: una figura di vecchio saggio, in cui è riconoscibile Fénelon.

### Telemaco della Kauffmann
Il dipinto raffigura Telemaco seduto a una tavola e assorto nei suoi pensieri. Una Ninfa, che ha brocche e bacili di rame finemente incisi, si appresta a lavargli i piedi, come anticamente si usava fare nell'accogliere gli stranieri. Calipso fa cenno alle sue Ninfe di smettere di cantare le gesta di Ulisse, per non addolorare ulteriormente il giovane ospite. Una Ninfa ha in mano una lira chitarra, strumento lanciato in Francia a fine Settecento e divenuto di moda e che in Italia era realizzato dal liutaio napoletano Gennaro Fabricatore. La scena si svolge all'aperto, ma al riparo di una grotta, le cui nude pareti sono appena accennate. L'angolo della tavola è arredato con ricche suppellettili di legno scolpito e dorato, in puro stile Luigi XVI. Perno della scena è la figura di Calipso, avvolta in un lucente peplo candido.
Si è parlato molto della scarsa virilità di alcune figure maschili dipinte dalla Kauffmann. «Fra l'altro i suoi giovanetti - che secondo Schlegel "vorrebbero avere sin troppo volentieri un seno di fanciulla" - hanno qualcosa degli ermafroditi. Ella dipinge, per scegliere parole di Freud "bei giovinetti dalla delicatezza e dalle forme femminili, che non abbassano gli occhi ma guardano pieni di ambiguità..."»
Pittrice preferita dall'aristocrazia londinese che ne avvertiva la sensibilità, la Kauffmann sentiva l'incapacità pratica di agire dell'eroe e ne esaltava le emozioni.
Oltre alla versione del Metropolitan Museum ne esiste un'altra, in collezione privata svizzera e una terza nel Kunstmuseum di Coira. Le repliche erano sovente richieste alla pittrice.